# Grisy-les-Plâtres
Pour les articles homonymes, voir Grisy (homonymie).
Grisy-les-Plâtres  est une commune française située dans le département du Val-d'Oise, en région Île-de-France.
Ses habitants sont appelés les Grisyliens.

## Géographie

### Description
Ce village du Vexin français s'adosse au versant ensoleillé de la colline du Moulin, butte-témoin gypseuse dont le sommet atteint 185 m et le protège des vents froids du nord et de l'est. Il domine de vastes plateaux occupés par l'agriculture céréalière, betteravière et fourragère. Le village n'est traversé par aucun cours d'eau, en revanche, de nombreuses sources sillonnent les coteaux.

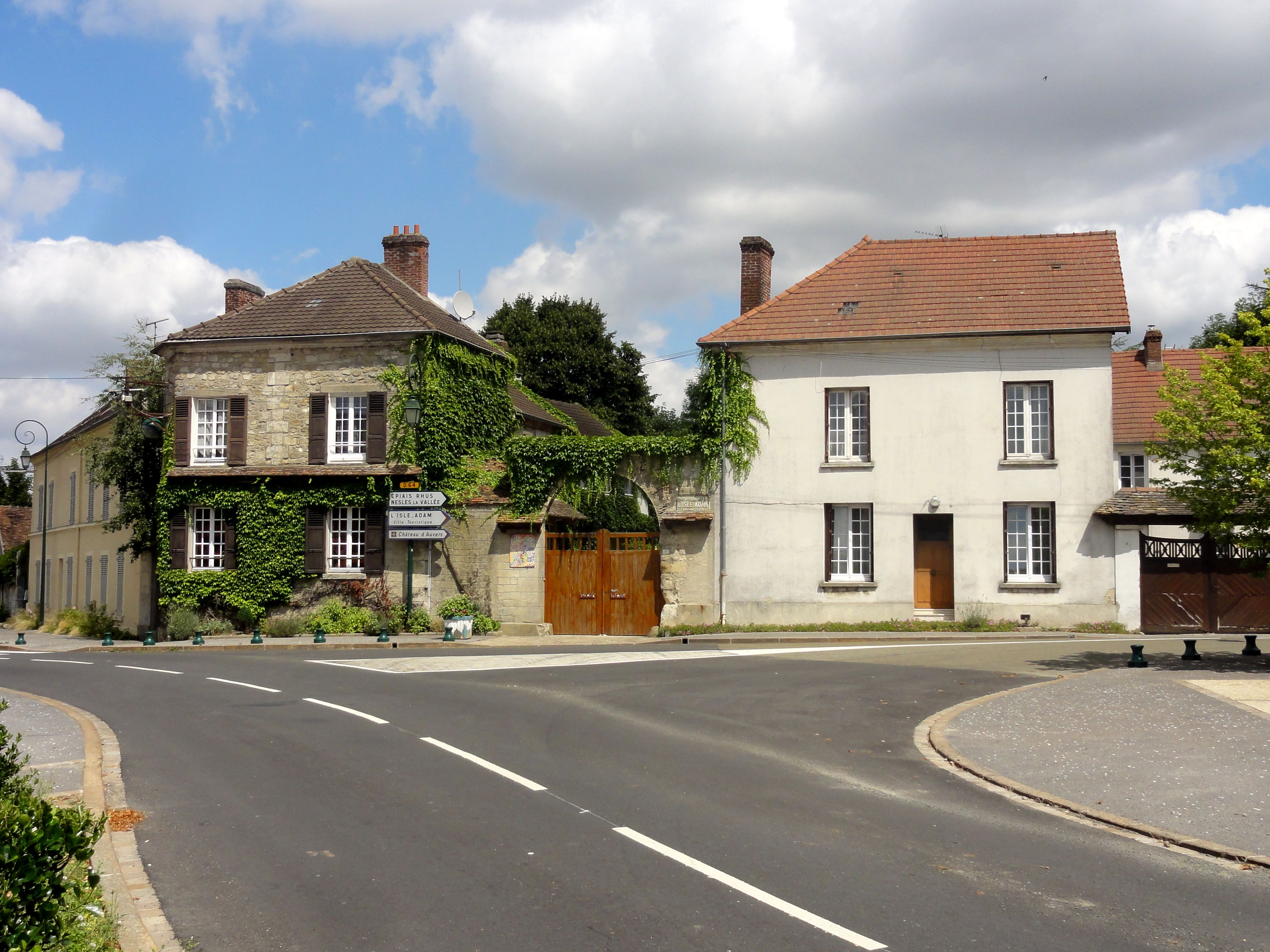
Paysage urbain : la Place du Soleil-levant.

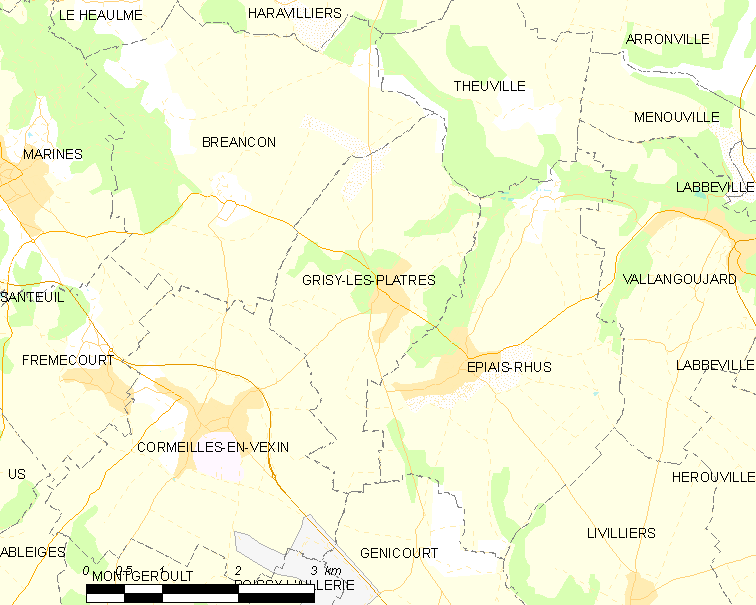
Carte de la commune.
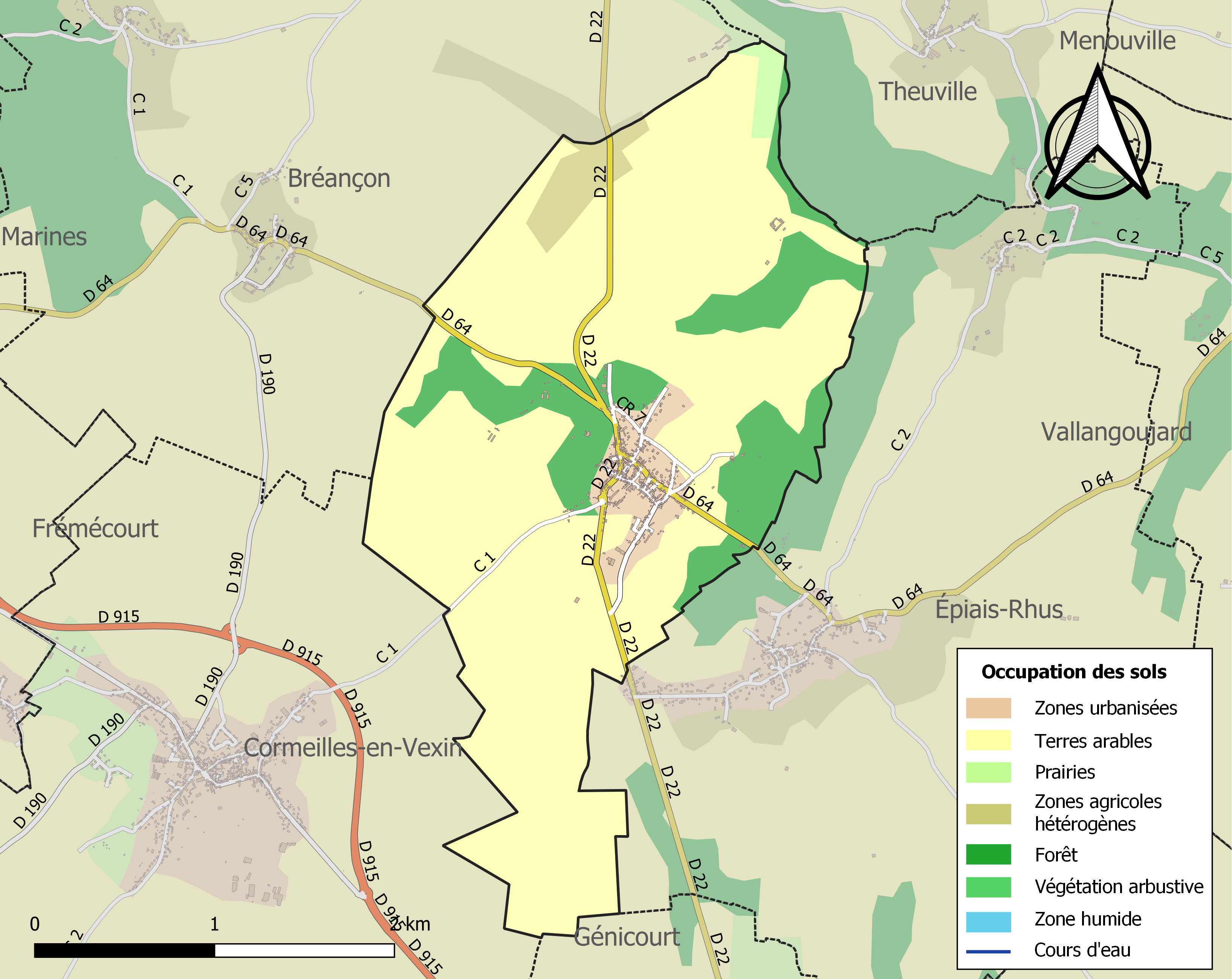
Occupation des sols.

### Communes limitrophes
|                     |                   | Theuville   |
| Bréançon            | Grisy-les-Plâtres | Épiais-Rhus |
| Cormeilles-en-Vexin | Génicourt         |             |

### Climat
Pour des articles plus généraux, voir Climat de l'Île-de-France et Climat du Val-d'Oise.
En 2010, le climat de la commune est de type climat océanique dégradé des plaines du Centre et du Nord, selon une étude du CNRS s'appuyant sur une série de données couvrant la période 1971-2000. En 2020, Météo-France publie une typologie des climats de la France métropolitaine dans laquelle la commune est exposée à un climat océanique et est dans la région climatique Sud-ouest du bassin Parisien, caractérisée par une faible pluviométrie, notamment au printemps (120 à 150 mm) et un hiver froid (3,5 °C).
Pour la période 1971-2000, la température annuelle moyenne est de 10,6 °C, avec une amplitude thermique annuelle de 14,9 °C. Le cumul annuel moyen de précipitations est de 703 mm, avec 10,4 jours de précipitations en janvier et 8,2 jours en juillet. Pour la période 1991-2020, la température moyenne annuelle observée sur la station météorologique la plus proche, située sur la commune de Boissy-l'Aillerie à 7 km à vol d'oiseau, est de 11,2 °C et le cumul annuel moyen de précipitations est de 635,8 mm,. Pour l'avenir, les paramètres climatiques de la commune estimés pour 2050 selon différents scénarios d'émission de gaz à effet de serre sont consultables sur un site dédié publié par Météo-France en novembre 2022.

## Urbanisme

### Typologie
Au 1er janvier 2024, Grisy-les-Plâtres est catégorisée bourg rural, selon la nouvelle grille communale de densité à sept niveaux définie par l'Insee en 2022.
Elle est située hors unité urbaine. Par ailleurs la commune fait partie de l'aire d'attraction de Paris, dont elle est une commune de la couronne,. Cette aire regroupe 1 929 communes,.

### Voies de communication et transports

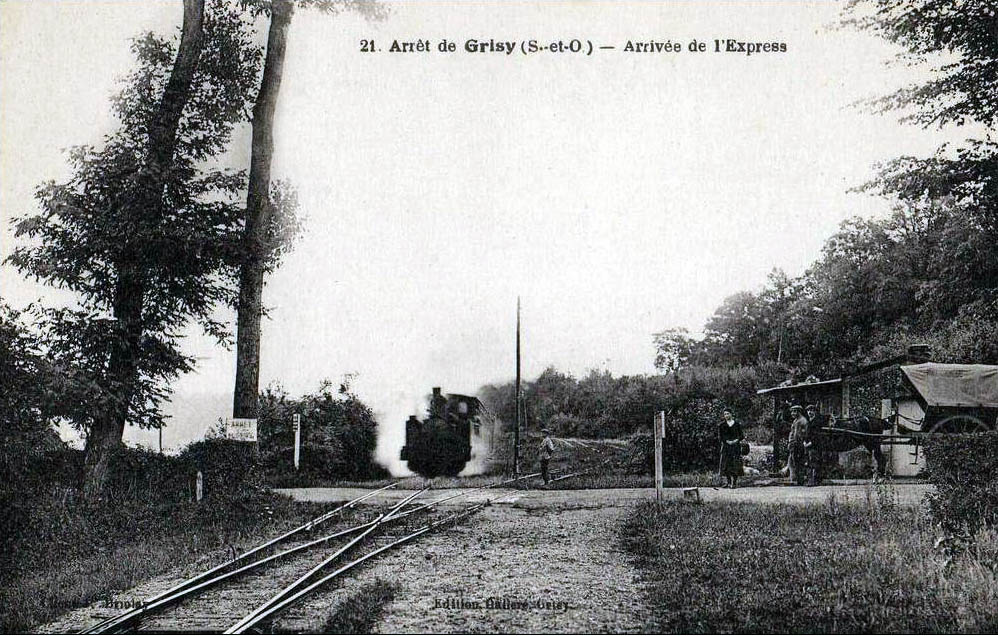
Arrêt du train à l'arrêt de Grisy.

Grisy-les-Plâtres, aisément accessible depuis le tracé initial de l'ancienne route nationale 15 (actuelle RD 915) est située à 10 km au nord de Pontoise, 37 km au nord-ouest de Paris, 33 km au sud de Beauvais et 25 km au sud-est de Gisors.
Le sentier de grande randonnée GR1 traverse la commune de Bréançon à l'ouest à Épiais-Rhus à l'est.

## Toponymie

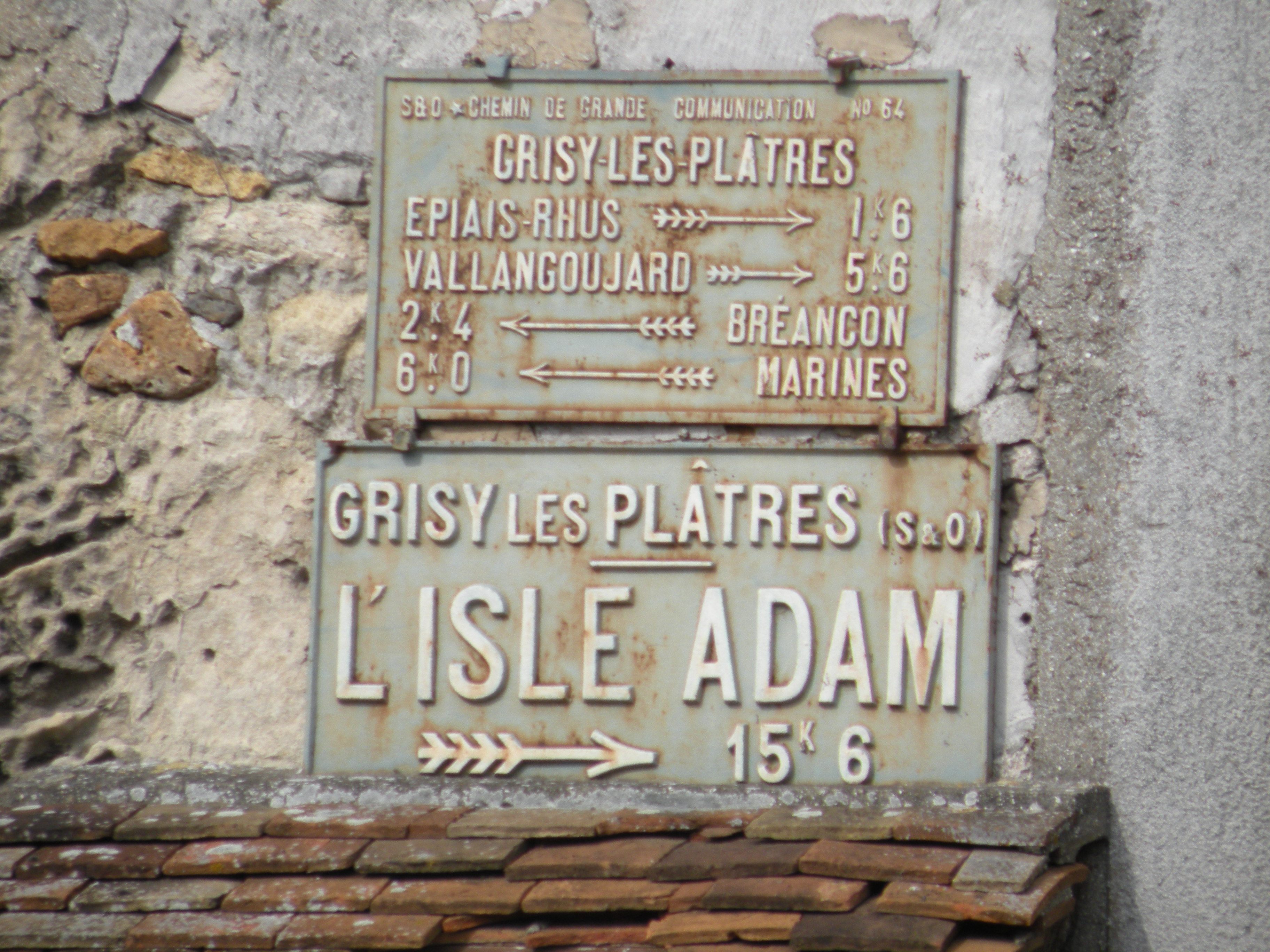
Plaques de cocher, place du Soleil-levant.

Le village tient son nom du nom latin Grisius, ainsi que des importantes carrières de gypse exploitées dès le haut Moyen Âge, qui donnèrent au village le surnom de « Grisaye » (village gris) puis Griscium (1092), Grisacium (1249), Grify, Grisie, Gresy qui devint en 1870 Grisy-les-Plâtres[réf. nécessaire].

## Histoire
« Griseium » en 1092 et « Grisiacum » en 1249, le village devint « Grisie », « Grési », « Gresy », et « Grisy » il prend son nom de « Grisy-les-Plâtres », en 1870, par délibération municipale
Le 16 août 1346, après avoir réduit en cendre Poissy, la totalité des forces anglaises franchit la Seine, pille et brule Carrières-sous-Poissy, Triel-sur-Seine, Grisy-les-Plâtres et Beaumont-sur-Oise et saccage le Vexin (Cormeilles-en-Vexin, Chars, Neuilly-en-Vexin, Gisors, Gournay, etc.) et pénètre dans le Beauvaisis.
A la fin du XVIIIe siècle, les carrières de pierre à plâtre créent de nombreux effondrements et suscitent des plaintes, notamment du sieur Paillette, propriétaire d'une ferme aux abords de la butte des Moulins. C'est, de manière tout à fait exceptionnelle et encore non expliquée, l'Inspecteur général des carrières de Paris et du département de la Seine, Charles-Axel Guillaumot, qui s'occupe des premières consolidations au début des années 1780, puis y envoie une délégation d'inspecteurs et quelques ouvriers une dizaine d'années plus tard, pour faire abattre les carrières de Grisy.
Durant le siège de Paris de 1870-1871, le village est continuellement occupé par l'armée allemande.
La mairie  construite en 1876, est réunie avec l'école et le logement de l'instituteur.
La commune est desservie de 1891 à 1949 par la ligne de chemin de fer secondaire à voie métrique reliant  Valmondois à Marines.

## Politique et administration

### Rattachements administratifs et électoraux

#### Rattachements administratifs
Antérieurement à la loi du 10 juillet 1964, la commune faisait partie du département de Seine-et-Oise. La réorganisation de la région parisienne en 1964 fit que la commune appartient désormais au département du Val-d'Oise et à son arrondissement de Pontoise après un transfert administratif effectif au 1er janvier 1968.
Après avoir été fugacement chef-lieu de canton, la commune faisait partie depuis 1801  du canton de Marines. Dans le cadre du redécoupage cantonal de 2014 en France, cette circonscription administrative territoriale a disparu, et le canton n'est plus qu'une circonscription électorale.

#### Rattachements électoraux
Pour les élections départementales, la commune est membre depuis 2014 du canton de Pontoise
Pour l'élection des députés, elle fait partie de la première circonscription du Val-d'Oise.

### Intercommunalité
La commune, initialement membre de la communauté de communes Val de Viosne, est membre, depuis le 1er janvier 2013, de la communauté de communes Vexin centre.
En effet, cette dernière a été constituée le 1er janvier 2013 par la fusion de la communauté de communes des Trois Vallées du Vexin (12 communes), de la communauté de communes Val de Viosne (14 communes) et  de la communauté de communes du Plateau du Vexin (8 communes), conformément aux prévisions du schéma départemental de coopération intercommunale du Val-d'Oise approuvé le 11 novembre 2011.

### Liste des maires
| Période                                  | Période  | Identité             | Étiquette | Qualité |
| ---------------------------------------- | -------- | -------------------- | --------- | ------- |
| Les données manquantes sont à compléter. |          |                      |           |         |
| avant 1981                               | ?        | Jean Duprez          |           |         |
|                                          |          |                      |           |         |
| 2001                                     | mai 2020 | Christian Soret      |           |         |
| mai 2020                                 | En cours | Catherine Carpentier |           |         |

## Population et société

### Démographie
L'évolution du nombre d'habitants est connue à travers les recensements de la population effectués dans la commune depuis 1793. Pour les communes de moins de 10 000 habitants, une enquête de recensement portant sur toute la population est réalisée tous les cinq ans, les populations de référence des années intermédiaires étant quant à elles estimées par interpolation ou extrapolation. Pour la commune, le premier recensement exhaustif entrant dans le cadre du nouveau dispositif a été réalisé en 2006.

En 2022, la commune comptait 706 habitants, en évolution de +1,58 % par rapport à 2016 (Val-d'Oise : +4 %, France hors Mayotte : +2,11 %).
| 1793 | 1800 | 1806 | 1821 | 1831 | 1836 | 1841 | 1846 | 1851 |
| ---- | ---- | ---- | ---- | ---- | ---- | ---- | ---- | ---- |
| 465  | 491  | 487  | 485  | 473  | 454  | 463  | 473  | 474  |

| 1856 | 1861 | 1866 | 1872 | 1876 | 1881 | 1886 | 1891 | 1896 |
| ---- | ---- | ---- | ---- | ---- | ---- | ---- | ---- | ---- |
| 452  | 480  | 485  | 486  | 464  | 469  | 463  | 446  | 430  |

| 1901 | 1906 | 1911 | 1921 | 1926 | 1931 | 1936 | 1946 | 1954 |
| ---- | ---- | ---- | ---- | ---- | ---- | ---- | ---- | ---- |
| 420  | 416  | 413  | 375  | 367  | 359  | 364  | 346  | 389  |

| 1962 | 1968 | 1975 | 1982 | 1990 | 1999 | 2006 | 2011 | 2016 |
| ---- | ---- | ---- | ---- | ---- | ---- | ---- | ---- | ---- |
| 389  | 390  | 425  | 442  | 481  | 556  | 587  | 617  | 695  |

| 2021 | 2022 | - | - | - | - | - | - | - |
| ---- | ---- | - | - | - | - | - | - | - |
| 702  | 706  | - | - | - | - | - | - | - |

### Équipements
Un point-relais France services est aménagé depuis 2021 en mairie, et permettent aux habitants, ainsi qu'à ceux des alentours, d’être aidés  un jour par semaine  dans leurs démarches administratives en ligne, avec l’aide d’une référente de la maison France Services de Vigny,

### Manifestations culturelles et festivités
- Depuis 2007, la commune accueille Grisy Code[26], exposition d'artistes contemporains dans les lieux publics et privés du village, à travers un circuit déambulatoire. La 13e édition a lieu en 2020 en mode virtuel, en raison des conditions sanitaires liées à la Pandémie de Covid-19 en France et accueille une quinzaine d'artistes dont les œuvres sont visibles dans un espace virtuel dessiné spécialement pour eux, avec des repères spatiaux de la commune tels que la place de l’église[27]

Le Grisy Code a pour but d’encourager, développer et promouvoir la création artistique contemporaine sous toutes ses formes, créer du lien et favoriser les rencontres (artistes, hôtes, visiteurs). Des concerts et spectacles de rue ponctuent l’événement afin d’offrir au plus grand nombre un moment festif et culturel autour de l’art actuel.
- Marché aux fleurs créé en 1995[19].

## Culture locale et patrimoine

### Lieux et monuments
Grisy-les-Plâtres compte un  monument historique sur son territoire.:
- Église Saint-Caprais, rue de la Sablonnière / place de l'Église (classée monument historique en 1914[28]).

Cette église gothique du XIIIe siècle suit un plan cruciforme et se compose d'une nef de quatre travées accompagnée de deux bas-côtés ; d'un transept ; d'un clocher en bâtière central se dressant au-dessus de la croisée du transept ; et d'un chœur d'une travée au chevet à pans coupés.
Le clocher constitue l'élément le plus remarquable de l'édifice. Son étage, de hauteur considérable, est percé sur chaque face de deux baies gémelées en arc brisé sur toute sa hauteur. Les angles de l'étage sont occupés chacun par une fine colonne au chapiteau sculpté simplement en feuillages. Deux colonnes du même type cantonnent de chaque côté les quatre faces de l'étage, et une colonne divise chaque face en deux parties égales, ce qui donne vingt-huit colonnes au total. Les baies abat-son possèdent chacune une double archivolte avec des colonnes toujours du même modèle, supportant la voussure faite de gros tores, et surmontée d'un cordon en dents de scie. Finalement, une corniche de corbeaux termine l'étage du clocher. L'édifice s'ouvre par un beau portail en arc brisé à la triple archivolte, aux chapiteaux sculptés en feuilles d'acanthe.
Le tympan est percé d'un quadrilobe. Un mascaron marque le point culminant du portail. En haut, une fenêtre à deux lancettes éclaire la nef, et à gauche, la façade du bas-côté nord est percée d'un oculus. Les toitures des bas-côtés, moins raides que le toit de la nef, montent jusqu'en dessous des gouttières de cette dernière. La façade du bas-côté, aux ses contreforts recouverts de chaperons et aux baies plein cintre, témoigne de la reconstruction du XVIe siècle, qui a également apporté la réfection du croisillon sud et des fenêtres du côté nord,.
On peut également signaler : 
- Colombier de la ferme Ogier-Vanthuyne, ancienne ferme seigneuriale du comte d'Ennery, rue du Général-de-Gaulle : de forme cylindrique, il fut érigé en 1765 en moellons et pierre de taille pour les chaînages verticaux consolidant le mur. Le toit en poivrière est flanqué d'une lucarne avec une fenêtre d'envol.
- Vierge à l'Enfant de style classique, dans une niche.
- Ancien prieuré, rue Robert-Machy.
- Croix Saint-Caprais, rue de l'Isle : ce calvaire a été offert par la commune au XIXe siècle et se compose d'une grande croix en fer montée sur un fût de section carrée reposant sur un socle cubique en pierre. La croix est ajourée et ornée d'un décor géométrique. Elle porte une statuette du Christ en croix, entouré de deux chérubins.
- Lavoir couvert, en écart, sente du lavoir : le toit en appentis à quatre versants entourant le bassin et sa charpente reposant sur plusieurs piliers en bois ont été entièrement reconstitués. Seuls le bassin et le mur latéral coupe-vent sont d'origine.
- Croix de chemin, route de Beauvais (RD 22) : petite croix en fer très ouvragée, présentant un décor végétal et une grande couronne d'épines autour du centre du crucifix, où la minuscule statuette du Christ disparaît quasiment dans le décor. Le socle est maçonné dans sa partie inférieure, la partie supérieure ayant été reconstituée en béton.
- Jardin de Campagne, aménagé sur un demi-hectare dans une ancienne ferme, labellisé « Patrimoine d'intérêt régional »  en 2018, et qui, le samedi, présente plus de mille variétés de plantes vivaces[31]

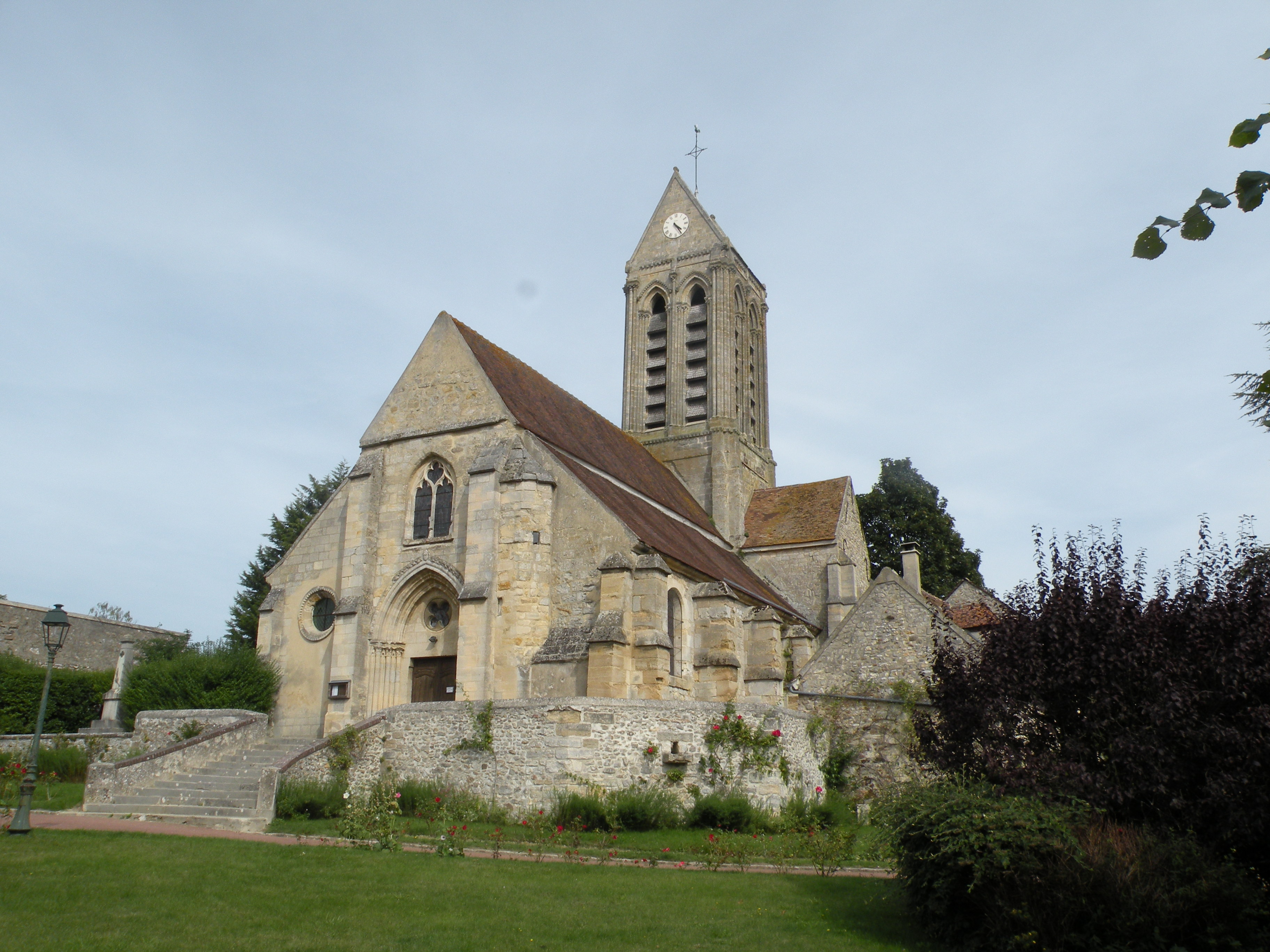
Église Saint-Caprais.
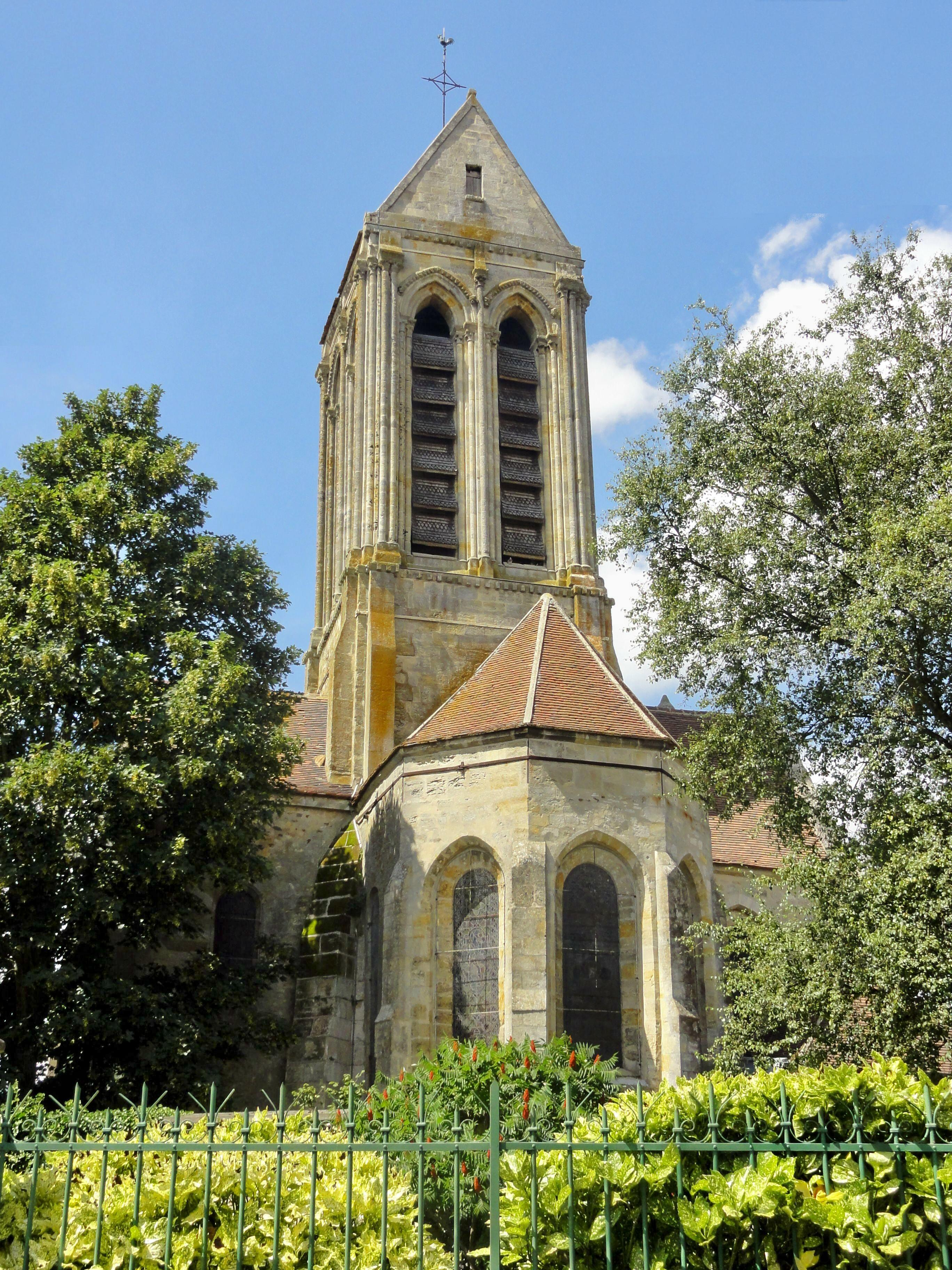
Le clocher de l'église
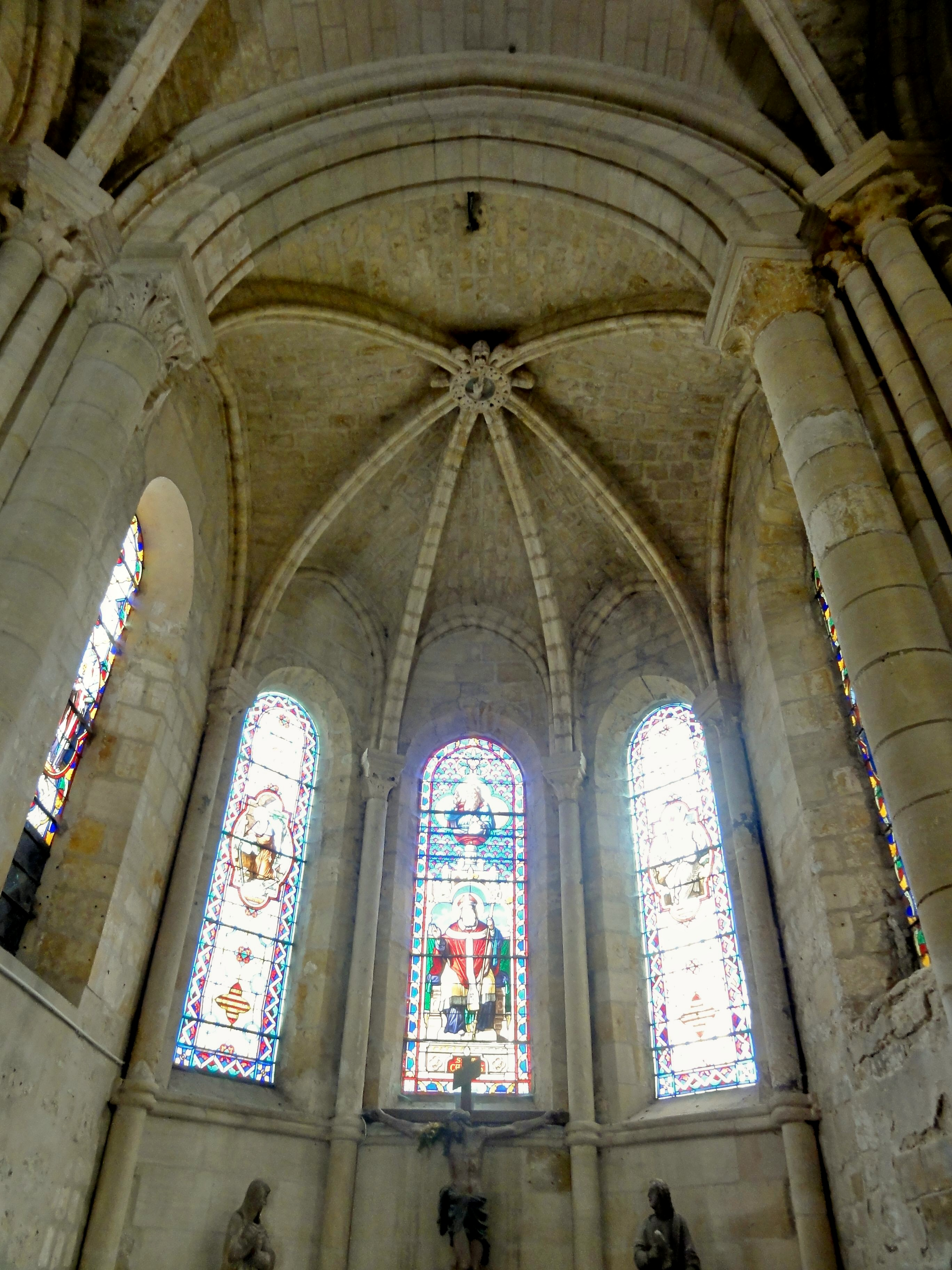
L'abside
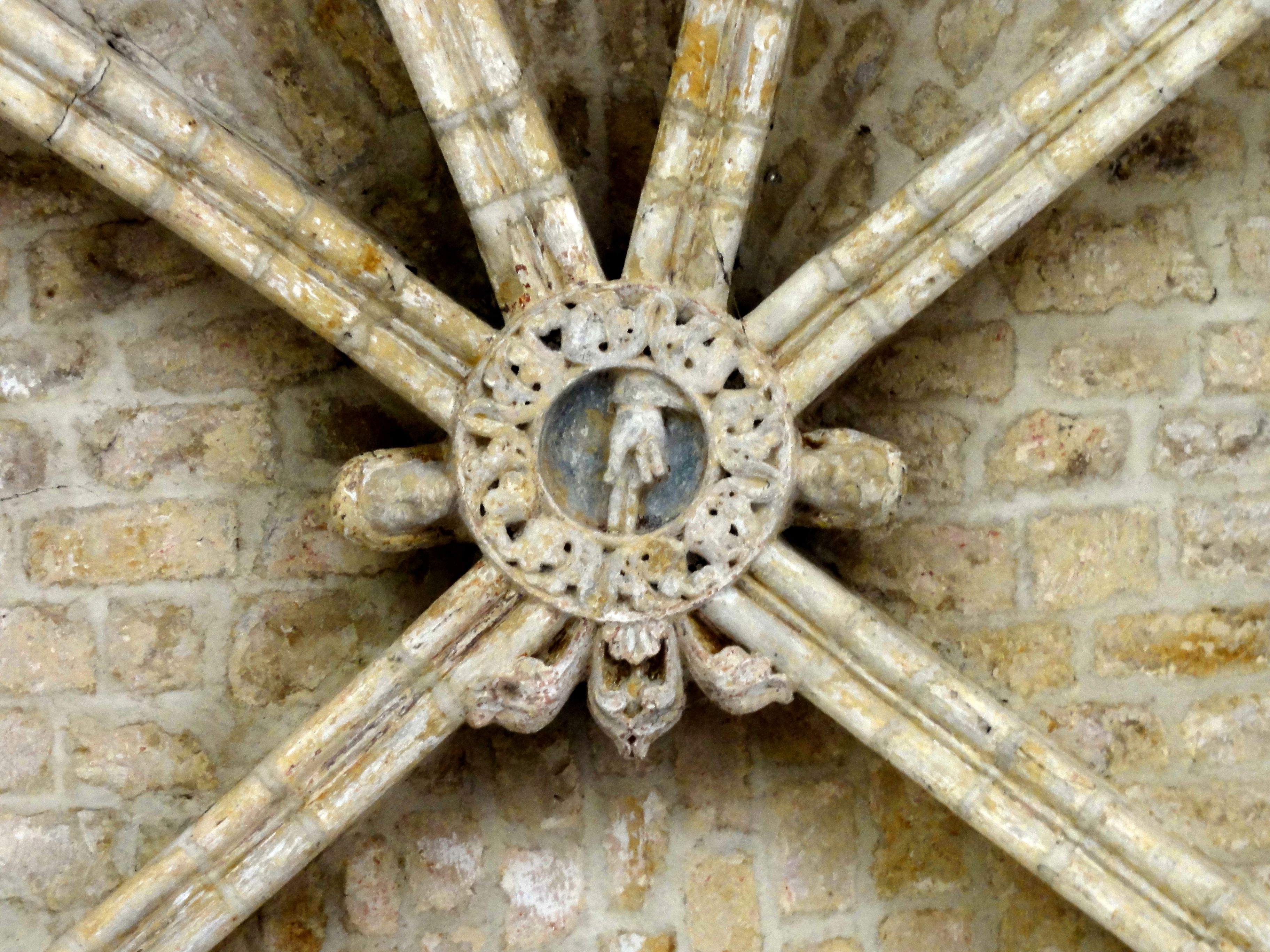
Clé de voute de l'abside.
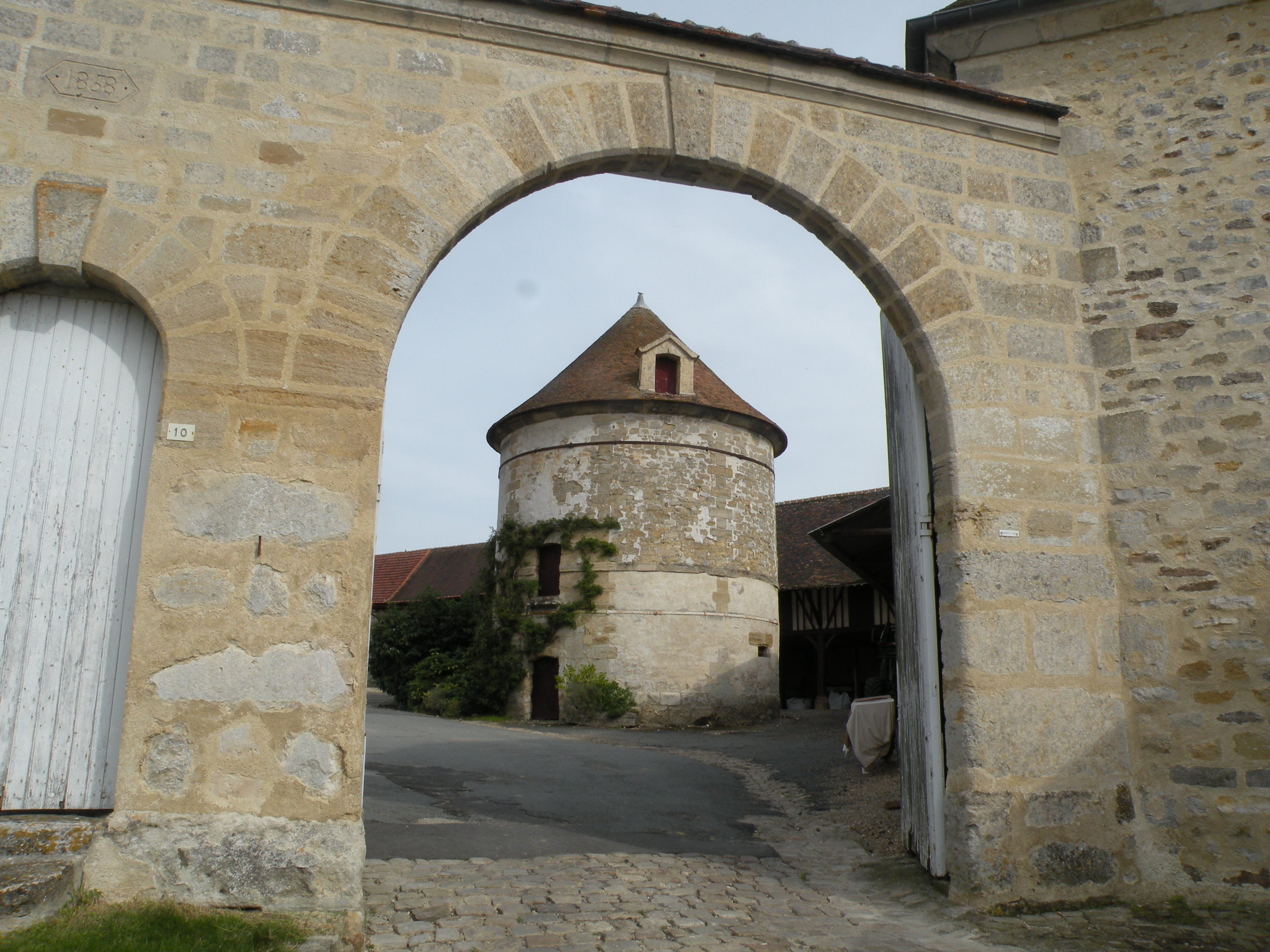
Le pigeonnier.
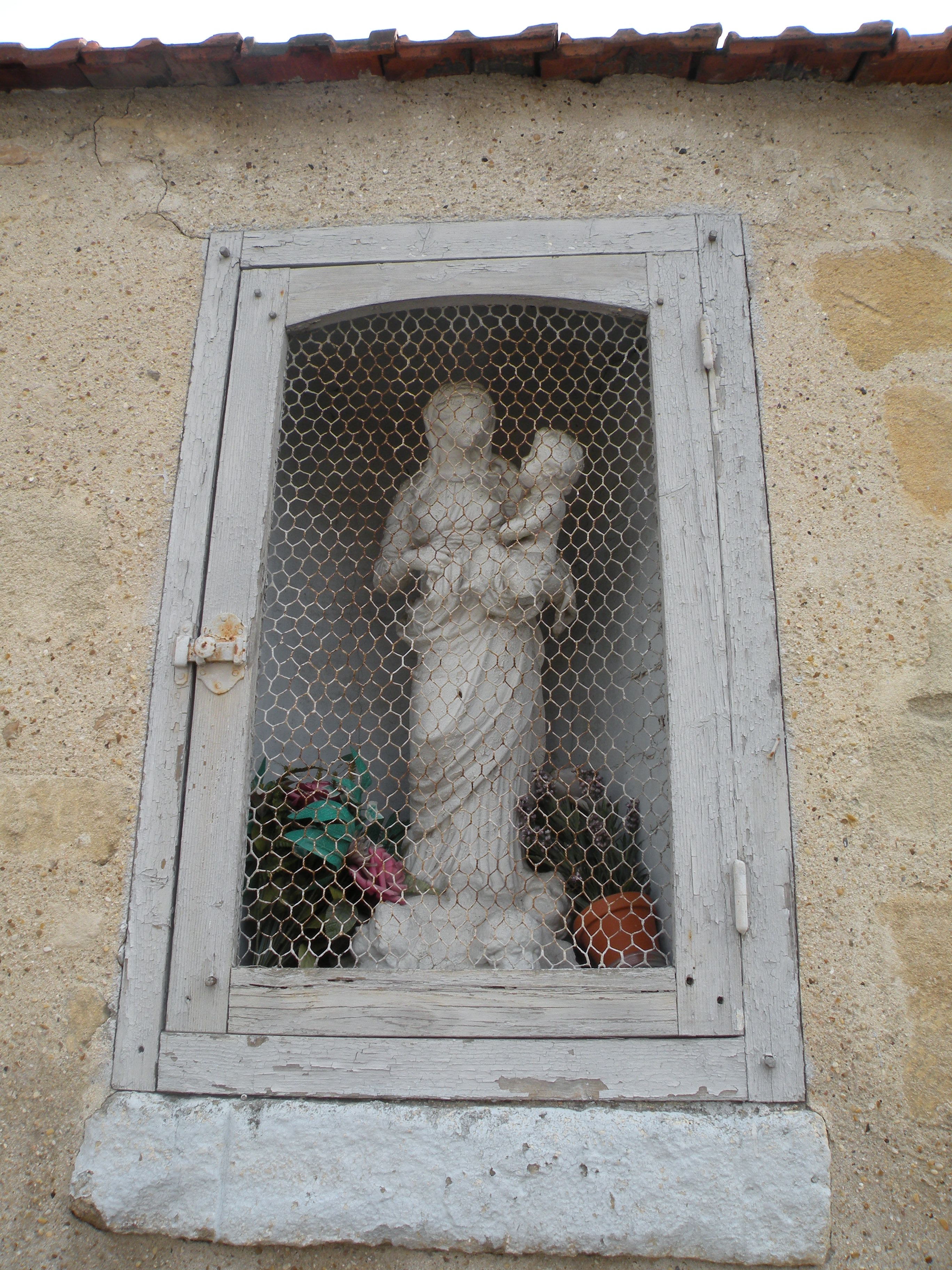
Vierge à l'Enfant.
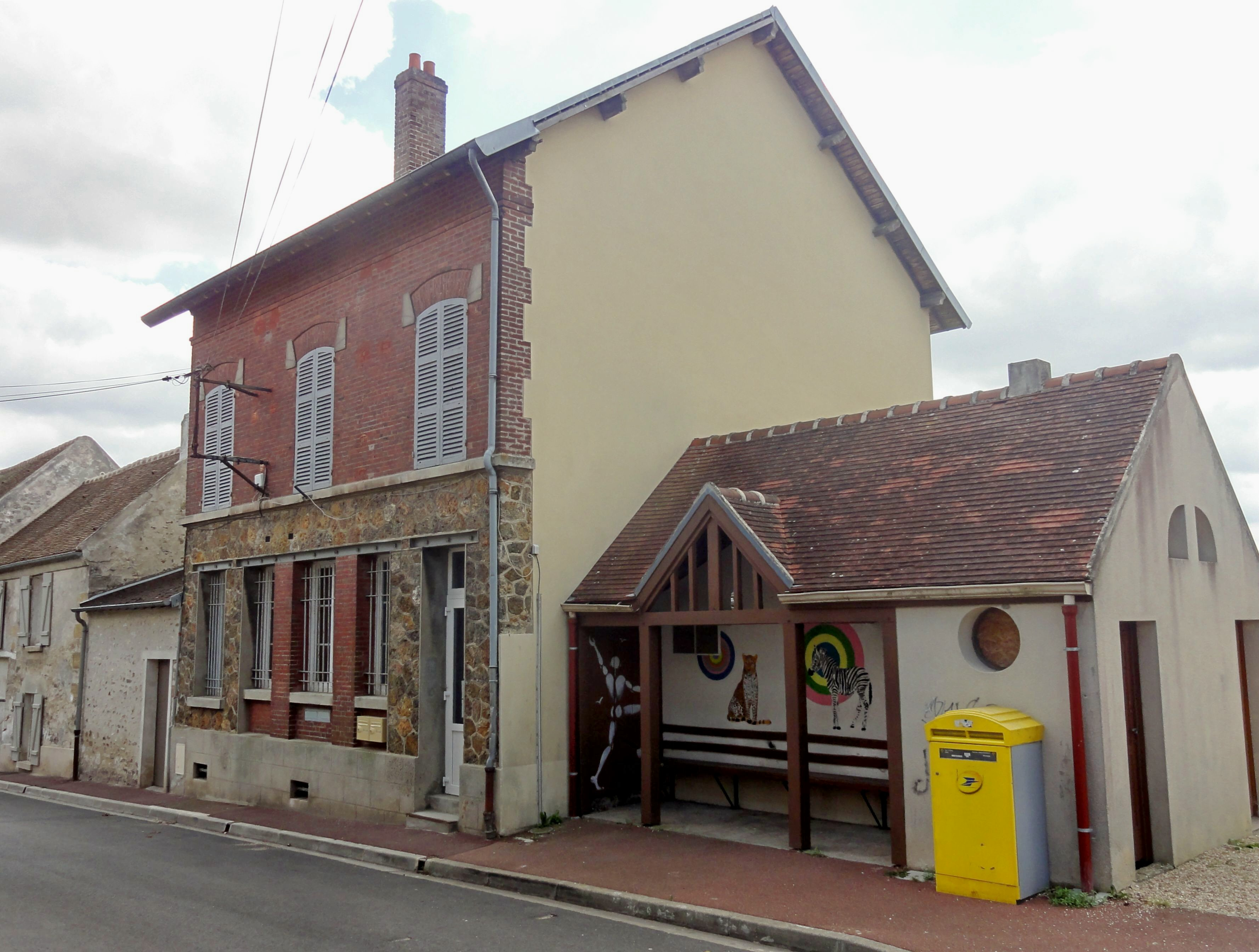
L'ancienne poste.
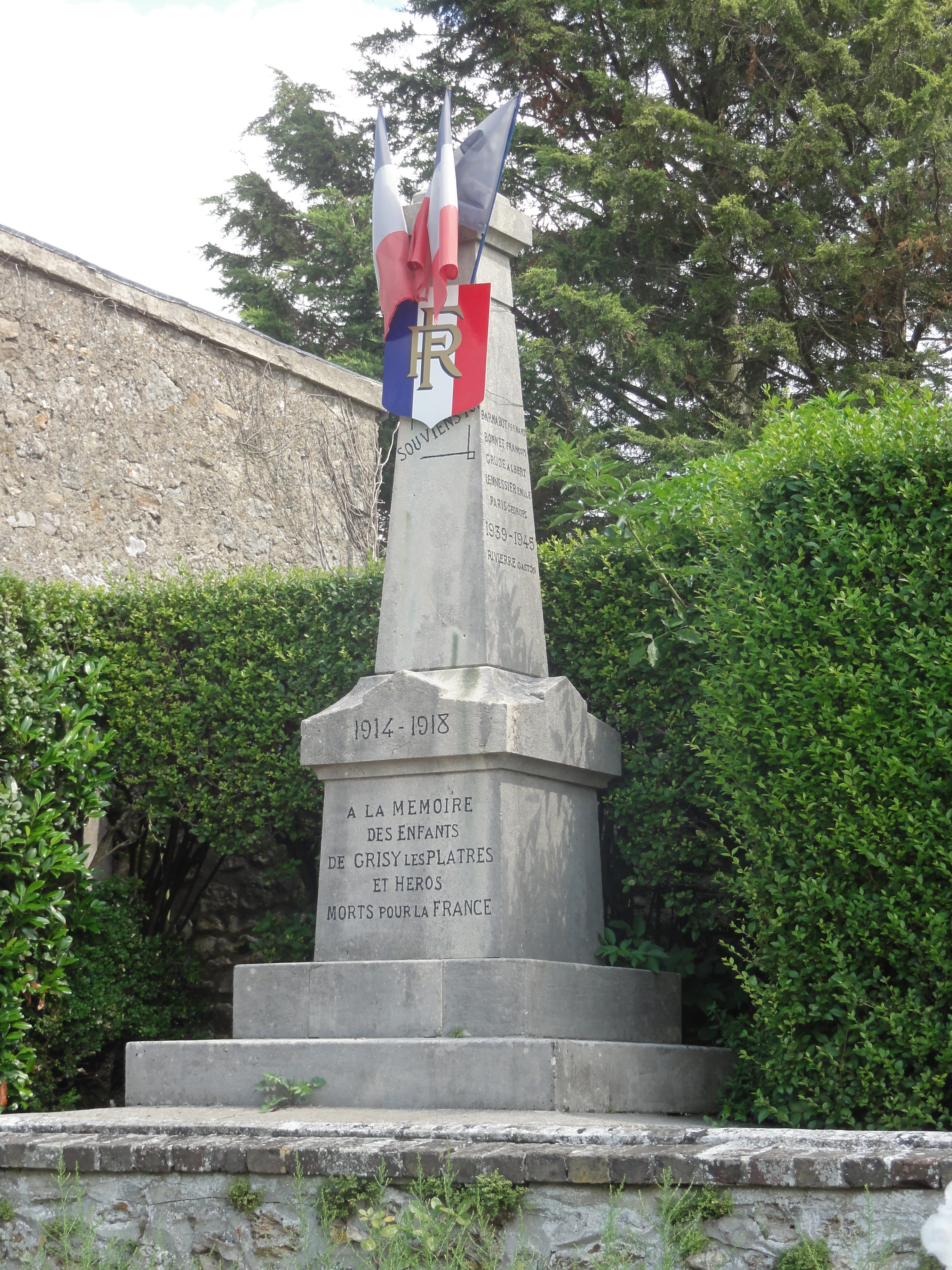
Monument aux morts

### Personnalités liées à la commune

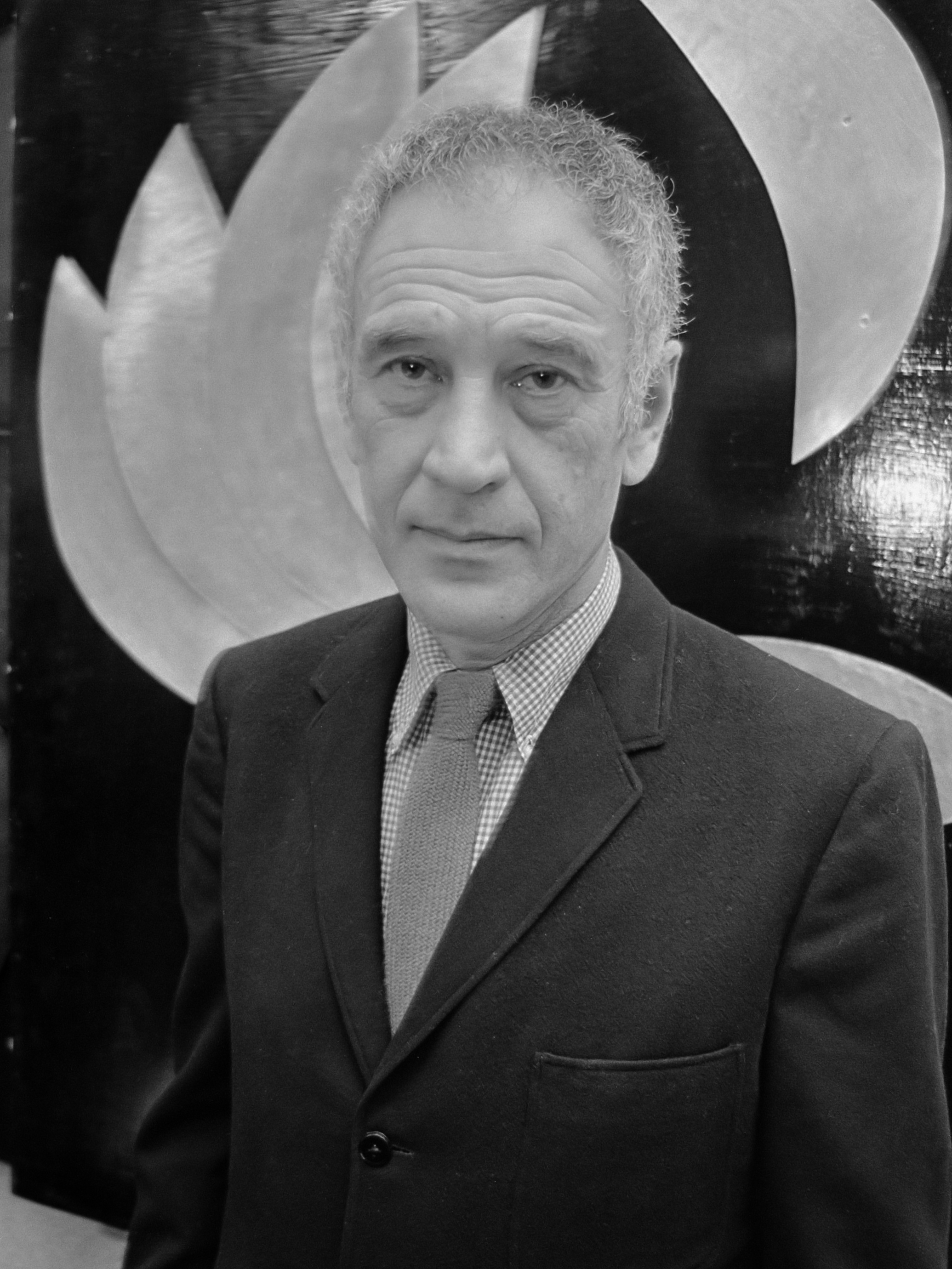
André François.

- Charles Gir (1883-1941), sculpteur, y possédait un atelier. Il est enterré au cimetière communal avec sa femme, l'actrice Jeanne Fusier-Gir (1885-1973) et leur fils le réalisateur François Gir (1920-2003), beau-frère de Louis de Funès[32].
- André François (1915-2005), affichiste, y possédait sa résidence et son atelier. Il est enterré au cimetière de Grisy.
- Jacques Santi (1939-1988), acteur, rendu célèbre par son rôle de Michel Tanguy dans le feuilleton de télévision Les Chevaliers du Ciel, y est inhumé.
- Laurence Vincendon (1951-2003), actrice, y est décédée.
- Le  12 avril 1960, Éric Peugeot, quatre ans et demi, fils de Roland et Colette Peugeot, est enlevé dans le parc à enfants du golf de Saint-Cloud. Une demande de rançon ponctuée de menaces de mort est retrouvée près du toboggan où jouait le petit garçon. L'opinion publique est en émoi. Les parents cèdent au chantage en remettant au ravisseur la somme de 50 millions de francs. La somme est remise en billets à Paris, passage Doisy. Le petit Éric retrouve la liberté 48 heures seulement après son enlèvement. Il faudra onze mois d'enquête pour que les preneurs d'otage, Pierre-Marie Larcher et Robert Rolland, soient arrêtés et traduits en justice. L'enfant avait été séquestré dans un pavillon de Grisy-les-Plâtres[33].

### Héraldique
| Blason de Grisy-les-Plâtres | Blason  | Parti, au 1 d’argent à trois bandes de gueules, au 2 d’azur au lion d’or surmonté de deux cierges au naturel passés en sautoir. |
| Blason de Grisy-les-Plâtres | Détails | Le statut officiel du blason reste à déterminer.                                                                                |